# أنيلا
أنيلا، (بالإنجليزية: Anela)‏، (سردينيا: أنيلا) هي بلدية في مقاطعة ساساري في منطقة جزيرة ساردينيا الإيطالية، وتقع على بعد حوالي 140 كم (87 ميل) إلى الشمال من كالياري، وحوالي 50 كم (31 ميل) جنوب شرق ساساري.

## السكان
في سنة 1861 بلغ عدد السكان 589 نسمة، وتطور العدد ليصل في سنة 2011 لـ 673 نسمة.
يظهر هذا المخطط البياني تطور النمو السكاني لـ أنيلا